# I Менделеевский съезд
I Менделеевский съезд по общей и прикладной химии — прошёл 20 по 30 декабря 1907 года в Санкт-Петербурге; созван по решению РФХО; в сентябре 1907 года был избран Распорядительный комитет первого съезда в память Д. И. Менделеева.
Проведение съезда нашло обоснование и в общей научной, экономической ситуации сложившейся к тому времени в государстве, когда потребности реализации интенсивно развивающихся исследований находили отклик в виде встречного запроса промышленности вообще и частных отраслей производства, когда уже давно назрела необходимость взаимной координации и согласования их деятельности.

## Структура, тематика, участники и доклады
В программу съезда, помимо вопросов общей химии, отраслей химической технологии и проблем приложения химии в разных областях науки и техники, была включена и физика. «Положение о Менделеевском съезде», утверждённое РФХО, гласит:
- 1) Менделеевский съезд по общей и прикладной химии имеет целью способствовать успехам химии и её приложений в России и вместе с тем сближению лиц, занимающихся химией и её приложениями.
- 2) Члены съезда могут быть лица, интересующиеся успехами химии в России.
- 3) Всякий, желающий вступить в члены съезда, вносит на расходы по устройству съезда пять рублей и сообщает своё имя, отчество, фамилию, точный адрес и род занятий.
- 4) Съезд устраивается Русским физико-химическим обществом при С.-Петербургском университете и находится в ведении Министерства народного просвещения.[1][3]

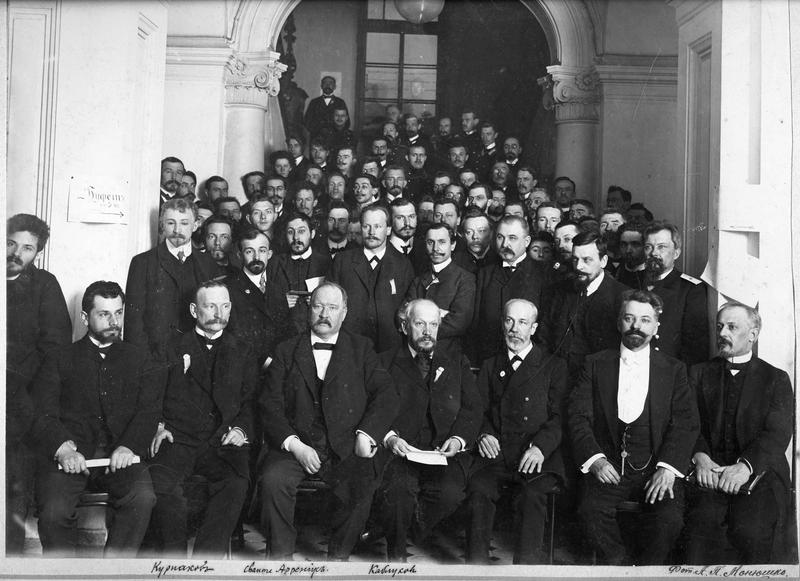
Группа участников 1-го Менделеевского съезда. В первом ряду: Н. А. Пушин, Н. С. Курнаков, Сванте Аррениус, И. А. Каблуков, А. А. Кракау, П. Д. Войнаровский, А. А. Яковлев. Электротехнический институт. С.-Петербург. 1907

Председателем съезда избран Н. Н. Бекетов; товарищи председателя: Ф. М. Флавицкий, Н. Е. Жуковский, П. Н. Лебедев, П. И. Вальден, И. А. Каблуков, С. Н. Реформатский, Д. Н. Прянишников, Сванте Аррениус (Стокгольм); секретари: Л. А. Чугаев и Н. П. Курнаков.
На здании Главной палаты мер и весов перед началом съезда была открыта мемориальная доска Д. И. Менделеева. Первое торжественное заседание съезд началось 20 декабря 1907 года в 2 часа дня в главном здании Санкт-Перербургского университета. Сообщения на 4-х заседаниях его были посвящены жизни и всем сторонам деятельности Д. И. Менделеева. На первом — с докладами выступили В. Е. Тищенко, Н. Н. Бекетов и В. Я. Курбатов; второе торжественное заседание состоялось 26 декабря, его провели Г. Г. Густавсон, П. И. Вальден, Б. П. Вейнберг, Ф. Я. Капустин и Н. Е. Жуковский; третье заседание прошло под председательством И. И. Боргмана 28 декабря в Русском техническом обществе, на нём выступили В. И. Ковалевский, И. Г. Бубнов, С. О. Залесский, Е. С. Фёдоров и В. Ф. Найдёнов; на заключительном памятном заседании, прошедшем в главном здании Университета 30 декабря под председательством Н. Н. Бекетова и И. А. Каблукова, выступили А. И. Воейков, К. В. Харчиков, П. П. Рубцов и Н. Г. Егоров.
На отделениях химии. физики, агрохимии, биологии, гигиены, и на общих заседаниях химии и физики сделано 147 докладов:

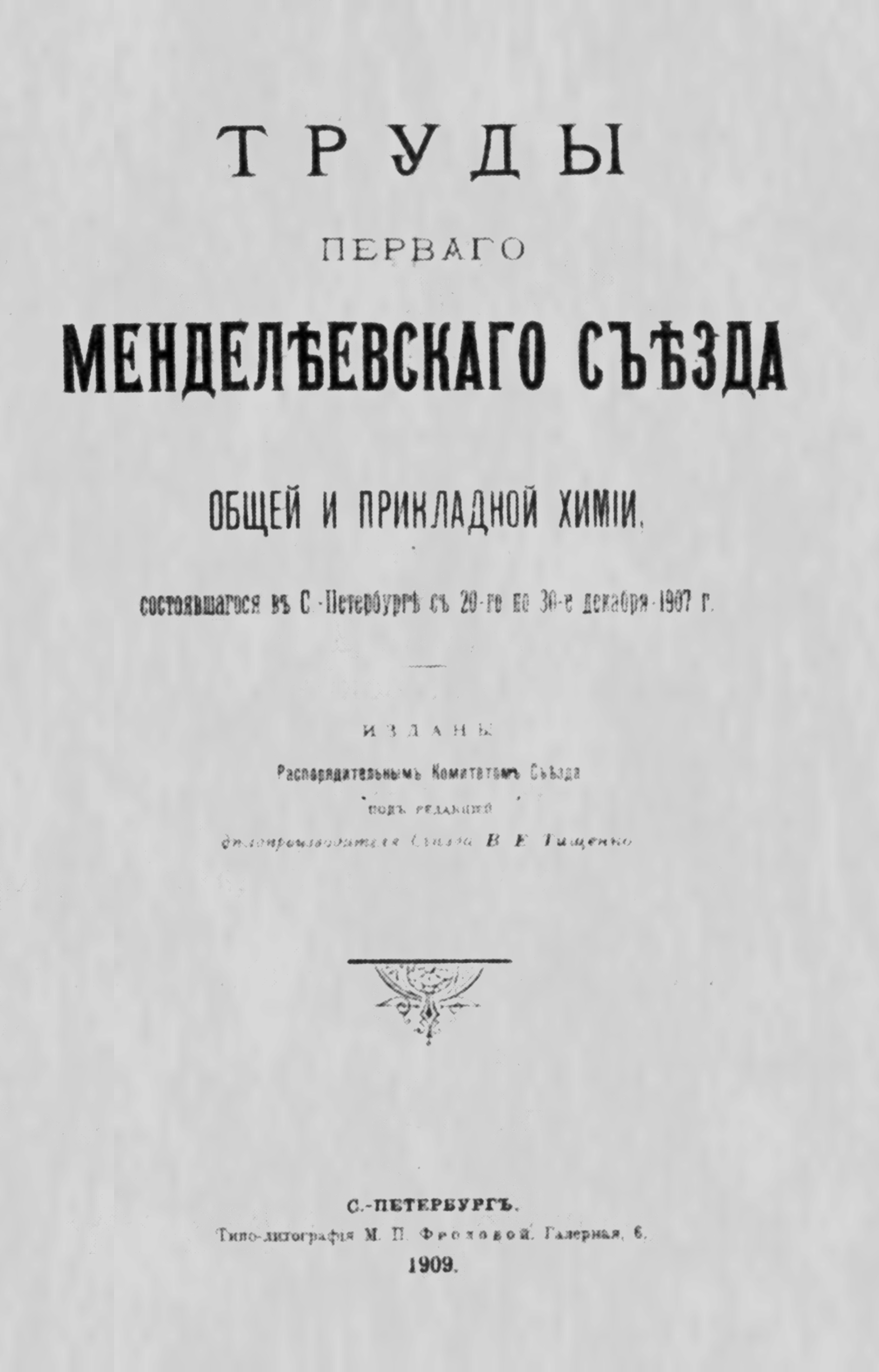
Титульный лист издания трудов 1-го Менделеевского съезда. С.-Петербург. 1909

- Отделения химии — 9 заседаний, 68 сообщений;
- Отделения физики — 4 заседания, 13 сообщений;
- Отделения агрохимии — 3 заседания, 23 сообщения;
- Отделения биологии — 3 заседания, 13 сообщений;
- Отделения гигиены — 1 заседание 4 сообщения;
- Отделений химии и физики (общих) — 9 заседаний, 26 сообщений.

На объединённых заседаниях председательствовали И. И. Боргман, И. А. Каблуков и Л. А. Чугаев.
Работу Отделения химии вели председатели: А. Е. Фаворский, В. Ф. Тимофеев, Ф. М. Флавицкий, А. А. Альбицкий, И. П. Осипов, С. М. Тенатар, Л. В. Писаржевский и Д. К. Чернов.
С докладами выступили выполнявшие функции секретарей В. В. Челинцев, А. Е. Чичибабин, И. С. Телетов. Н. А. Прилежаев, Г. И. Петренко, В. А. Гернет, А. В Думанский, С. С. Намёткин, П. Г. Мушинский; вопросам органической химии были посвящены сообщения. которые сделали В. Н. Ипатьев, В. А. Яковлев, А. Е. Арбузов, Е. И. Орлов, П. И. Петренко-Критченко, С. А. Фокин, В. Г. Шапошников, И. И. Остромысленский, П. И. Елагин; физическую химию представляли в своих докладах И. И. Жуков, С. Аррениус, А. А. Яковкин, А. Е. Маковецкий, Е. Д. Волхонский, Ф. М. Флавицкий, Е. И. Шпитальский, В. В. Курилов, И. И. Андреев, В. А. Кистяковский; по вопросам фотохимии докладывали И. С. Плотников и П. П. Лазарев, С. М. Прокудин-Горский доложил о развитии цветной фотографии; вопросы радиоактивности в своих сообщениях освещали В. А. Бородовский и Н. Н. Бекетов; тему неорганической химии представили в докладах Ф. Ф. Селиванов и И. А. Соколов; В. А. Скиндер и Н. Б. Делоне посвятили свои доклады развитию идей Д. И. Менделеева о периодичности; об исследованиях металлов и сплавов доложили И. И. Жуков, Н. А. Пушин, М. М. Степанович, О. Д. Хвольсон, И. А. Соколов, Н. Т. Беляев и В. Я. Курбатов; об изучении углей, глин, солончаков и нефти сделали сообщения А. С. Комаровский, А. М. Соколов, М. А. Орлов; М. А. Ракузин сделал доклад о взглядах Д. И. Менделеева относительно генезиса нефти. А. И. Горбов и В. Ф. Миткевич рассказали о получении азотной кислоты из воздуха.
28 декабря заседание Отделения химии проходило в Электротехническом институте, оно было посвящено электрометаллургии, электролизу, сварке, изоляции и электрохимической промышленности вообще. Выступили: А. Н. Лодыгин, Р. Р. Лиандер, Н. А. Пушин, А. А. Кракау, И. Д. Авалов, В. В. Лермантов, И. Е. Булах, В. П. Ижевский и А. Е. Белотелов. В перерывах осматривались лаборатории института, где демонстрировалось новое электротехническое оборудование, технологии, вольтова дуга в 100 тысяч вольт.
На заседаниях Отделения биохимии, прошедших под председательством А. С. Фамицина, В. А. Роберти, А. К. Медведева и П. С. Коссовича, сообщения сделали: С. Я. Левитес, А. И. Набоких, В. В. Завьялов, А. Ф. Лебедев, И. А. Марков, В. П. Устьянцев, Н. И. Васильев, П. П. Веймарн. Л. А. Иванов доложил о химизме спиртового брожения, В. Л. Омелянский — о разложении органических кислот микробами.
Отделению агрохимии под председательством Д. Н. Прянишникова, А. И. Набоких, А. А. Бычихина, А. Н. Острякова и П. С. Коссовича, доклады представили А. И. Набоких, А. К. Косцелецкий, П. Ф. Барков, А. Д. Муринов, В. В. Курилов, С. П. Кравков и С. А. Захаров, Д. Н. Прянишников, А. Г. Дояренко, П. С. Коссович и Л. Ф. Альтгаузен.
На Отделении гигиены (председатели Г. В. Хлопин и И. И. Кияницин) слушались доклады Ф. Ф. Киркора «О колебаниях химического состава воды в реке Рось», С. Л. Рашковича «Коагулирование днепровской воды», К. Э. Добровольского «Применение рефрактометрии при санитарных исследованиях, в частности при контроле за молоком».
Большой резонанс вызвал доклад Н. А. Морозова «Эволюция вещества в природе», в котором рассматривалась возможность «расчленения атома обычного гелия на полуатомы посредством действия на них могучими разрывными разрядами электричества».
Во многих докладах освещались интересные и оригинальные исследования. Съезд имел заметный успех, заседания отделений всегда были переполнены, активно посещались молодёжью. В съезде приняли участие представители 80 городов России.
Был утверждён Устав периодических Менделеевских съездов по общей и прикладной химии и физике и положения об организационном Комитете съездов, который действовал при РФХО (в дальнейшем — при АН СССР).
В I Менделеевском съезде приняло участие 1008 учёных (55 женщин), было сделано 173 (165) докладов